# Eleição municipal de Francisco Morato em 2012
A eleição municipal de Francisco Morato em 2012 aconteceu em 7 de outubro de 2012 para eleger um prefeito, um vice-prefeito e 12 vereadores no município de Francisco Morato, no Estado de São Paulo, no Brasil. O prefeito eleito foi Marcelo Cecchettini, do PV, com 100% dos votos válidos, sendo vitorioso logo no primeiro turno em disputa com dois adversários, Zezinho Bressane (PT) e Dra. Andréa (PSDB). O vice-prefeito eleito, na chapa de Marcelo, foi Prof Luis Fernando (PP). Francisco Morato foi um dos 96 municípios vencidos pelo PV; no Brasil, há 5.570 cidades. A disputa para as 12 vagas na Câmara Municipal de Francisco Morato envolveu a participação de 228 candidatos. O candidato mais bem votado foi Helio Gomes, que obteve 2.551 votos (3,24% dos votos válidos).

## Antecedentes
Na eleição municipal de Francisco Morato em 2008, Zezinho Bressane, do PT, derrotou a candidata do PSDB Dra. Andrea no primeiro turno. O candidato do PT foi eleito com 42% dos votos válidos, em 2008.

## Eleitorado
Na eleição de 2012, dos 154.472 habitantes, de acordo com o Censo demográfico de 2010, estiveram aptos a votar 106.538 moratenses.

## Candidatos
Foram três candidatos à prefeitura em 2012: Marcelo Cecchettini do PV, Zezinho Bressane do PT e Dra. Andréa do PSDB
| N.º | Candidato(a)        | Vice               | Partido | Coligação                                                     |
| --- | ------------------- | ------------------ | ------- | ------------------------------------------------------------- |
| 13  | Zezinho Bressane    | Liro Maia          | PT      | "Morato não pode parar" (PRTB/PV/PSD)                         |
| 43  | Marcelo Cecchettini | Prof Luis Fernando | PV      | "Renovação, trabalho e competência" (PP/PV/PRP)               |
| 45  | Dra. Andréa         | Nilton Busqueti    | PSDB    | "Morato sorrindo de novo" (PRB/PSL/PTN/PR/PSDC/PRTB/PSDB/PPL) |

## Campanha
Antes da eleição, ocorrida em 7 de outubro de 2012, os candidatos Zezinho Bressane e Dra. Andréa foram barrados pelo TRE de disputar a eleição por meio da Ficha Limpa e, junto com outros 335 candidatos barrados no estado de São Paulo, (109 prefeitos, 23 vice e 203 vereadores) foram indeferidos com recurso. Mesmo assim os dois candidatos ainda participaram do processo eleitoral e, portanto, puderam ser votados.

## Resultados

### Prefeito
No dia 7 de outubro, Marcelo Cechettini foi eleito com 50,55% dos votos válidos. Os candidatos Zezinho Bressane e Dra. Andréa foram barrados por causa da Ficha Limpa e, com isso, apenas os votos de Cechettini foram validados para a eleição.
| Candidato(a)            | Vice                    | 1º Turno 7 de outubro de 2012 | 1º Turno 7 de outubro de 2012 |
| Candidato(a)            | Vice                    | Votação                       | Votação                       |
|                         |                         | Total                         | Porcentagem                   |
| ----------------------- | ----------------------- | ----------------------------- | ----------------------------- |
| Marcelo Cechettini (PV) | Prof Luis Fernando (PP) | 38.438                        | 50,55%                        |
| Zezinho Bressane (PT)   | Liro Maia (PTB)         | 23.158                        | 30,46%                        |
| Dra. Andréa (PSDB)      | Nilton Busqueti (PRTB)  | 14.437                        | 18,99%                        |
| Total de votos válidos  | Total de votos válidos  | 38.438                        | 50,55% *                      |
| Votos em branco         | Votos em branco         | 6.078                         | 6,88%                         |
| Votos nulos             | Votos nulos             | 6.231                         | 7,05%                         |
| Total                   | Total                   | 88.342                        | 100%                          |
| Abstenções              | Abstenções              | 18.196                        | 17,08%                        |
| Votos apurados          | Votos apurados          | 88.342                        | 100%                          |
| Total de eleitores      | Total de eleitores      | 106.538                       | 100%                          |

### Vereador
Dos doze vereadores eleitos, apenas dois eram da base de Marcelo Cechettini. Não houve reeleição de nenhum vereador e havia apenas uma mulher dentre os vereadores eleitos em 2012. O vereador mais votado foi Helio Gomes (PSB), que teve 2.551 votos. O PT é o partido com o maior número de vereadores eleitos (3), seguido por PSB, PSDB e PV com dois cada e PPS, PTB e PMN com um voto cada.
| Resultado da eleição para a Câmara Municipal de Francisco Morato em 2012 por candidato | Resultado da eleição para a Câmara Municipal de Francisco Morato em 2012 por candidato | Resultado da eleição para a Câmara Municipal de Francisco Morato em 2012 por candidato | Resultado da eleição para a Câmara Municipal de Francisco Morato em 2012 por candidato | Resultado da eleição para a Câmara Municipal de Francisco Morato em 2012 por candidato | Resultado da eleição para a Câmara Municipal de Francisco Morato em 2012 por candidato |
| Candidato                                                                              | Número                                                                                 | Partido                                                                                | Votos                                                                                  | Porcentagem                                                                            |                                                                                        |
| -------------------------------------------------------------------------------------- | -------------------------------------------------------------------------------------- | -------------------------------------------------------------------------------------- | -------------------------------------------------------------------------------------- | -------------------------------------------------------------------------------------- | -------------------------------------------------------------------------------------- |
| Helio Gomes                                                                            | 40640                                                                                  | PSB                                                                                    | 2.551                                                                                  | 3,24%                                                                                  |                                                                                        |
| Darinho                                                                                | 23333                                                                                  | PPS                                                                                    | 2.010                                                                                  | 2,56%                                                                                  |                                                                                        |
| Jair Sene                                                                              | 14014                                                                                  | PTB                                                                                    | 1.763                                                                                  | 2,24%                                                                                  |                                                                                        |
| Nelsinho da Periferia                                                                  | 45000                                                                                  | PSDB                                                                                   | 1.661                                                                                  | 2,11%                                                                                  |                                                                                        |
| Mimo                                                                                   | 40000                                                                                  | PSB                                                                                    | 1.613                                                                                  | 2,05%                                                                                  |                                                                                        |
| Alex                                                                                   | 25120                                                                                  | DEM                                                                                    | 1.502                                                                                  | 1,91%                                                                                  |                                                                                        |
| Capá                                                                                   | 13700                                                                                  | PT                                                                                     | 1.428                                                                                  | 1,82%                                                                                  |                                                                                        |
| Dr. Nenga do Taxi                                                                      | 13222                                                                                  | PT                                                                                     | 1.360                                                                                  | 1,73%                                                                                  |                                                                                        |
| Joãozinho                                                                              | 33456                                                                                  | PMN                                                                                    | 1.341                                                                                  | 1,70%                                                                                  |                                                                                        |
| João Raposo                                                                            | 40333                                                                                  | PSB                                                                                    | 1.237                                                                                  | 1,57%                                                                                  |                                                                                        |
| Márcia do alegria                                                                      | 45622                                                                                  | PSDB                                                                                   | 1.229                                                                                  | 1,56%                                                                                  |                                                                                        |
| Salsicha                                                                               | 33000                                                                                  | PMN                                                                                    | 1.225                                                                                  | 1,56%                                                                                  |                                                                                        |
| Pastor Luiz Carlos                                                                     | 10777                                                                                  | PRB                                                                                    | 1.189                                                                                  | 1,51%                                                                                  |                                                                                        |
| Misael                                                                                 | 40222                                                                                  | PSB                                                                                    | 1.014                                                                                  | 1,29%                                                                                  |                                                                                        |
| Reinaldo Farinha                                                                       | 43220                                                                                  | PV                                                                                     | 990                                                                                    | 1,26%                                                                                  |                                                                                        |
| Anderson do PT                                                                         | 13000                                                                                  | PT                                                                                     | 977                                                                                    | 1,24%                                                                                  |                                                                                        |
| Paulo Dentista                                                                         | 43444                                                                                  | PV                                                                                     | 976                                                                                    | 1,24%                                                                                  |                                                                                        |

| Votos nominais   | Votos nominais   | 69.735 | 88,65% |
| Votos em legenda | Votos em legenda | 8.925  | 11,35% |
| Votos válidos    | Votos válidos    | 78.660 | 89,04% |
| Votos nulos      | Votos nulos      | 3.296  | 3,73%  |
| Votos em branco  | Votos em branco  | 6.386  | 7,23%  |
| Total            | Total            | 88.342 | 100%   |
| ---------------- | ---------------- | ------ | ------ |

## Análises
Nas eleições de 2012, o prefeito eleito, Marcelo Cechettini, enfrentou dois grandes adversários locais que já tinham passado pela prefeitura da cidade, Zezinho Bressane e Dra. Andrea, e mesmo assim venceu com vantagem. No discurso feito por ele no dia de sua posse ele falou sobre o desejo de mudança da população moratense e do processo para a formulação de seu plano de governo. Ele ressaltou que conta com o apoio da população para por em prática as propostas apresentadas durante a campanha e seu desejo de melhorar a qualidade de vida das pessoas. Em entrevista ao Jornal Primeira Impressão meses após sua posse, Cechettini declarou: "Eu sabia que eu tinha chance, porque a população estava cansada, eu sentia isso nas pessoas. Na verdade eu percebia que a população queria mudanças, e não teria isso nem com o Zezinho e nem com a Andrea, já que eles estavam ali há quase 20 anos, trocando posição. Eu senti isso, achei que eu poderia contribuir me lançando candidato e acho que o fato deles terem os processos, a uma certa altura da campanha  até me atrapalhou, já que nesse cenário, eu precisaria ter mais de 51% dos votos. Eu pretendo sair daqui sem processos, o que é quase impossível para um prefeito, uma vez que nossa situação é bastante complicada."